# Ave de Zimbabue

El ave de Zimbabue

El ave de Zimbabue es el emblema nacional de Zimbabue, y aparece en las banderas y escudos de armas de Zimbabue y Rhodesia, así como en los billetes y monedas. Probablemente representa al águila volatinera o al águila pescadora africana. El diseño del pájaro se deriva de una serie de esculturas de esteatita encontradas en las ruinas de la antigua ciudad de Gran Zimbabue.

## Historia

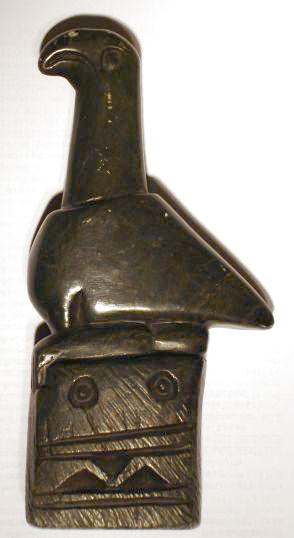
Una réplica del Ave de Zimbabue

Las aves talladas originales son de la ciudad en ruinas de Gran Zimbabue, que fue construida por los antepasados de los Shona, a partir del siglo XI y habitada durante más de 300 años. Entre sus elementos notables se encuentran las esculturas de pájaros de esteatita, de unos 40 centímetros de alto y sobre columnas de más de 90 cm de altura, que originalmente se instalaron en muros y monolitos dentro de la ciudad.
Se han adelantado varias explicaciones para explicar el significado simbólico de las aves. Una sugerencia es que cada pájaro fue erigido a su vez para representar un nuevo rey, pero esto habría requerido reinados increíblemente largos. Más probablemente, las aves de Zimbabue representan animales sagrados o totémicos de los Shona - el águila bateleur (en shona: chapungu), que se consideraba un mensajero de Mwari (Dios) y los antepasados, o el águila pescadora (hungwe) que se ha sugerido que era el tótem original de los Shona.
En 1889, un cazador europeo, Willi Posselt, viajó al Gran Zimbabue después de escucharlo de otro explorador europeo, Karl Mauch. Encontró a los pájaros colocados en el centro de un recinto alrededor de un aparente altar. Luego adquirió uno de los pájaros a Andizibi (un jefe tribal), a quien le pagó con mantas y "algunos otros artículos". Como el pájaro en su pedestal era demasiado pesado para él, lo cortó y escondió el pedestal con la intención de regresar más tarde para recuperarlo. Posteriormente vendió su pájaro a Cecil Rhodes, quien lo montó en la biblioteca de su casa de Ciudad del Cabo. Rhodes también hizo que se hicieran réplicas de piedra, tres veces el tamaño del original, para decorar las puertas de su casa en Inglaterra.

## Representaciones culturales
El ave de Zimbabue ha sido un símbolo de Zimbabue y sus estados predecesores desde 1924. El escudo de armas de Rhodesia del Sur incorporó el ave de Zimbabue y, con el tiempo, el pájaro se convirtió en un símbolo generalizado de la colonia. El papel moneda y las monedas de la Federación de Rhodesia y Nyasalandia también mostraban el pájaro, al igual que la Bandera de Rhodesia. La bandera y los símbolos estatales del Zimbabue moderno continúan presentando el ave de Zimbabue. Ahora es el ícono definitivo de Zimbabue, con un estudio de 2001 revelando que más de 100 organizaciones estatales, corporativas y deportivas incorporan el pájaro en sus emblemas y logotipos.

Bandera nacional de Zimbabue
Bandera de Zimbabue Rhodesia (1979-1980).
Bandera de Rhodesia (1968-1979).
Escudo de armas de Rhodesia (1924-1981).
Escudo de armas de Zimbabue
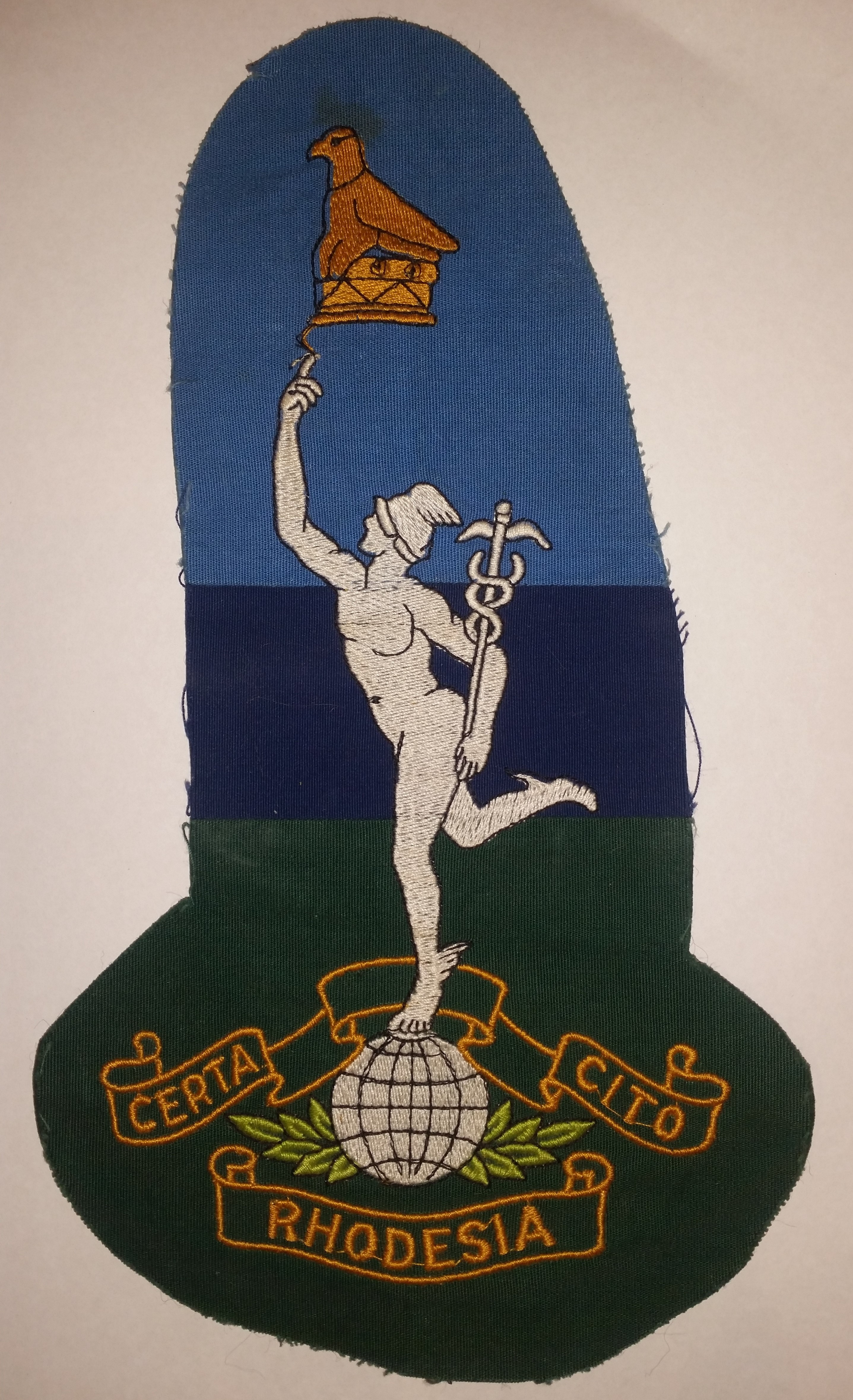
Emblema utilizado por el Cuerpo de Señales de Rhodesia (1970-1980).
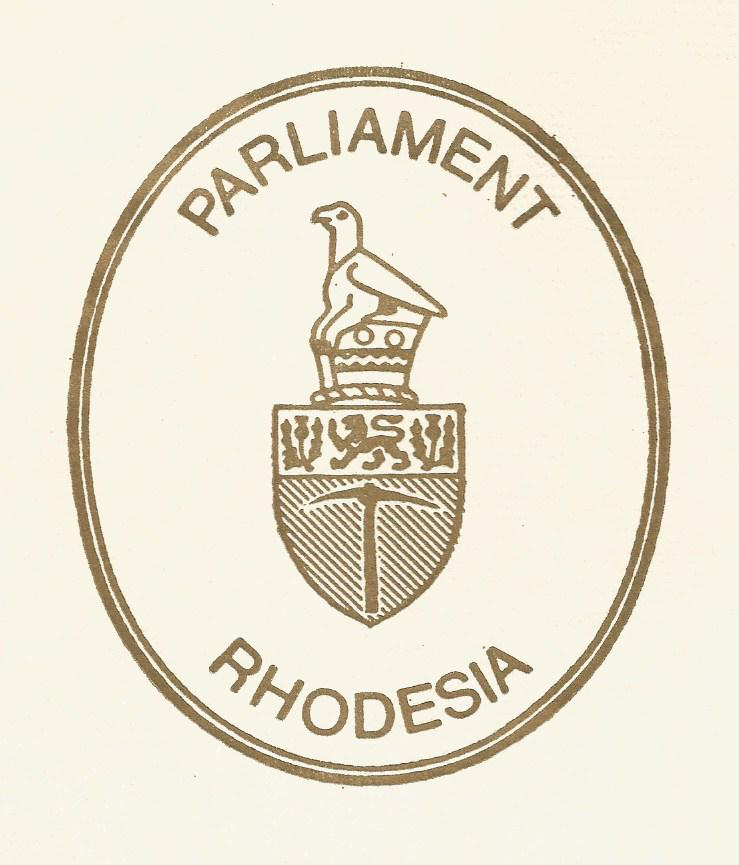
Logotipo utilizado por el Parlamento de Rhodesia.
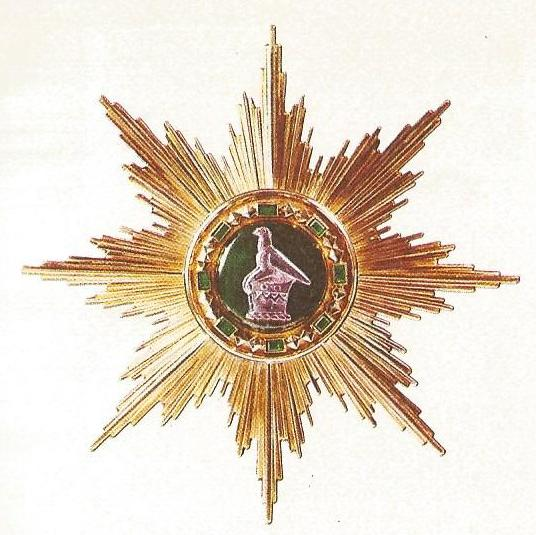
Medalla de Gran Comandante de la Legión del Mérito (GCLM) de Rhodesia (Civil y Militar).
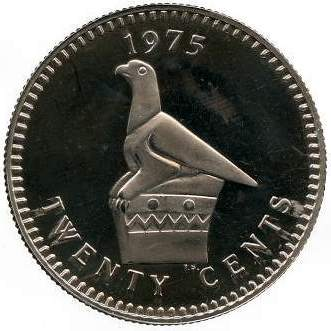
Anverso de una moneda de 20 céntimos de Rhodesia.
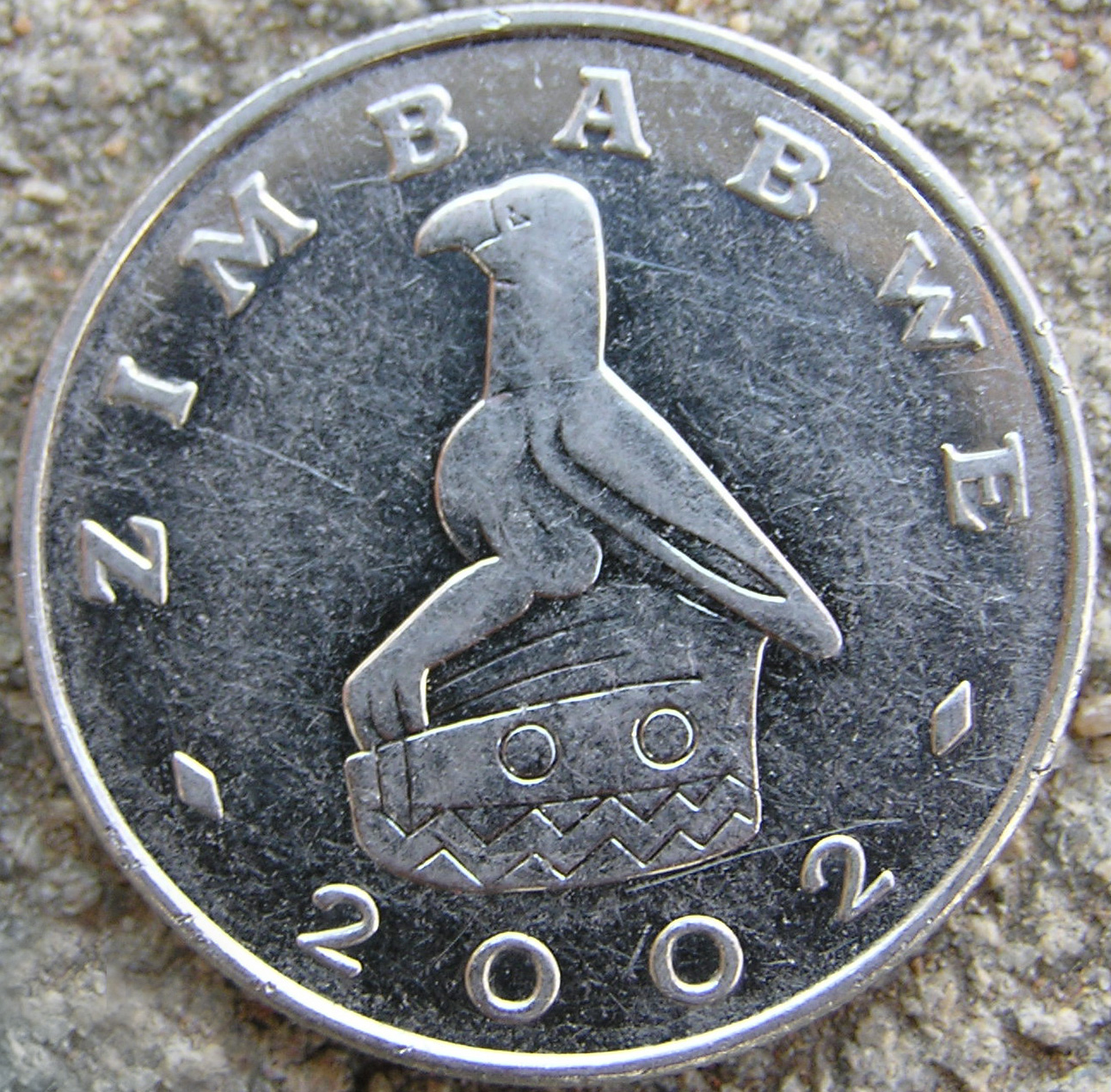
Reverso de una moneda de un dólar de Zimbabue.
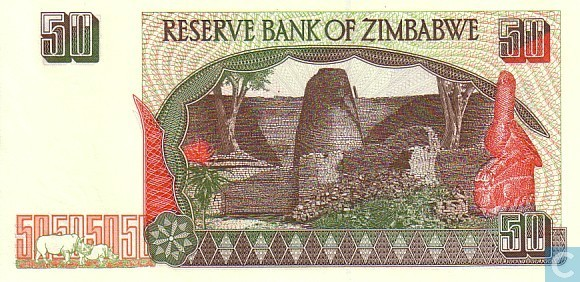
Reverso de un billete de cincuenta dólares de Zimbabue (segunda serie) que ilustra las ruinas de la Gran Zimbabue y el pájaro de Zimbabue en la esquina inferior derecha.
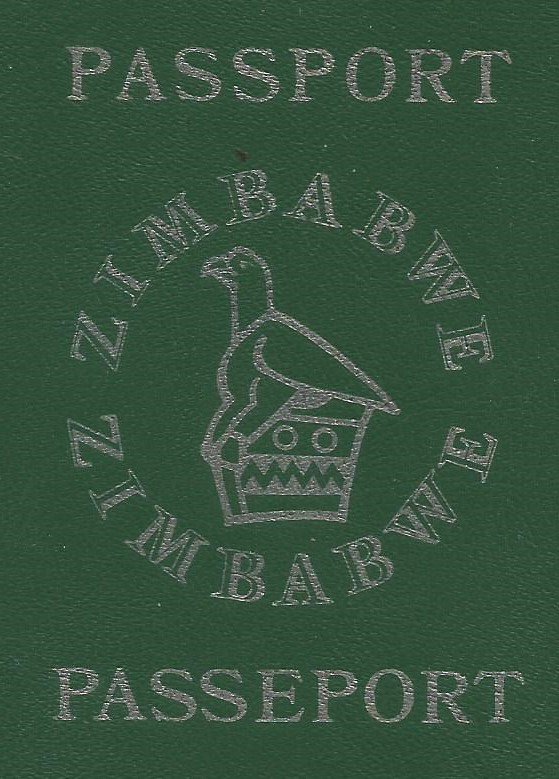
Portada de la primera versión del pasaporte de Zimbabue (1980).
Bandera de las Fuerzas de Defensa de Zimbabue.
Bandera del Ejército Nacional de Zimbabue.
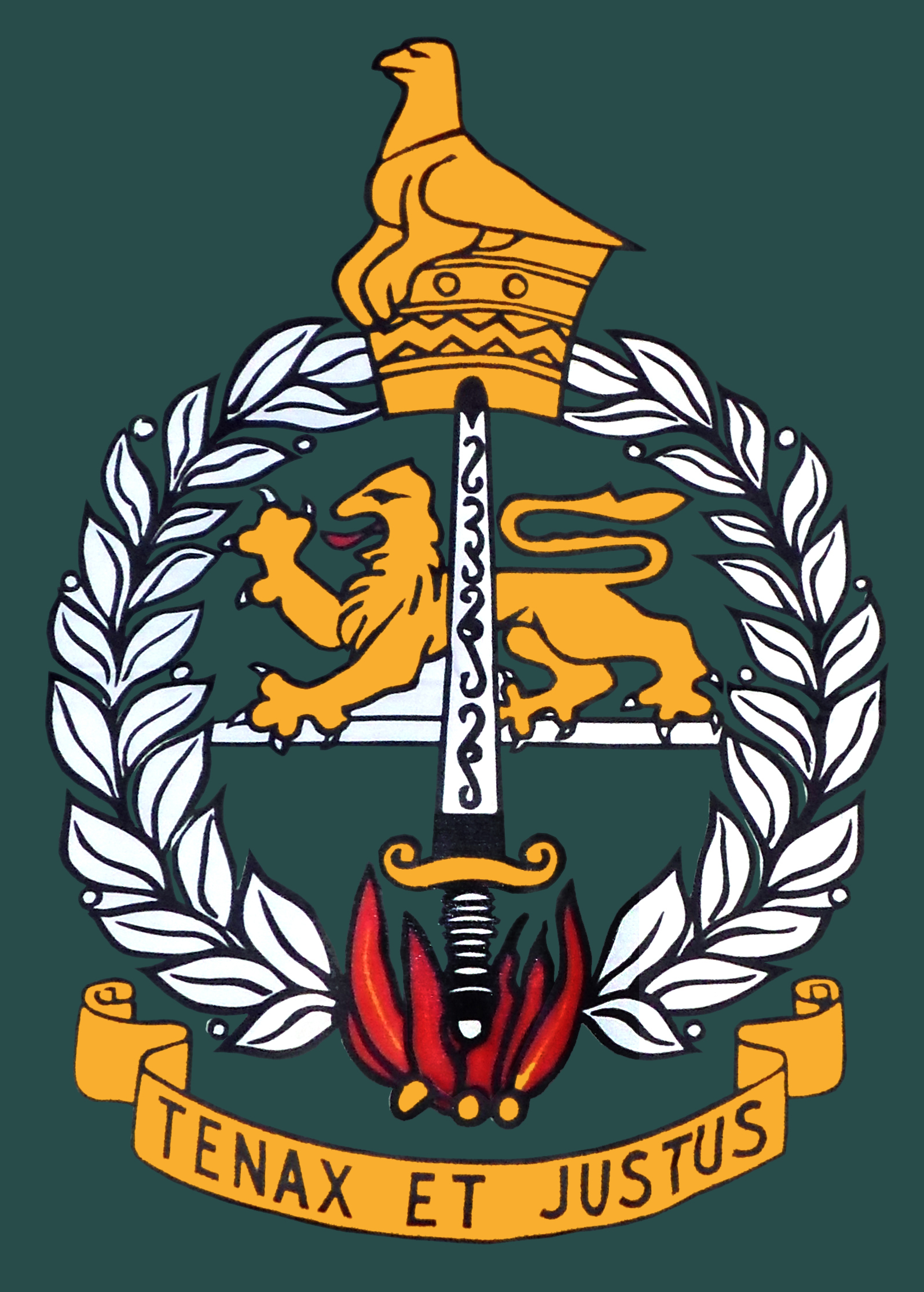
Emblema del Servicio Penitenciario de Zimbabue.
Bandera de la Fuerza Aérea de Zimbabue.
Bandera de Harare, capital de Zimbabue.